# HD 45983
HD 45983，又名CD-40 2482，SAO 217951、HR 2368，是一颗恒星，视星等为6.32，位于銀經249.22，銀緯-21.47，其B1900.0坐标为赤經6h 25m 30.2s，赤緯-41° -21.47′ 34″。